# 178e régiment d'artillerie
Le 178e régiment d'artillerie de tranchée (178e RAT) est un régiment d'artillerie de l'armée de terre française qui a participé à la Première Guerre mondiale.

## Création et différentes dénominations
Le 178e régiment d'artillerie est créé en 1918 et dissous en 1919. À partir du 26 janvier 1918, des batteries issues de douze régiments différents (11e, 247e, 60e, 30e, 267e, 246e, 41e, 57e et 52e, 29e, 1er et 250e régiments d'artillerie) deviennent des batteries du 178e régiment d'artillerie de tranchée.  Par Ordre du Général Directeur de l'artillerie, le régiment est formellement créé le 25 mars 1918 et rattaché au 14e régiment d'artillerie de campagne. 

### Composition du178erégimentd'artillerie de tranchée
L'organisation administrative des 40 batteries du 178e RAT est celle d'un régiment de 10 groupes (numérotés de 1 à 10), à 4 batteries chacun (numérotées de 1 à 40). Chaque groupe est organisé avec quatre batteries équipées de différents matériels : 1 ou 2 de mortiers de 58, 2 ou 1 de 150, 1 de 240 (en).

### Historique
Les batteries combattent indépendamment.

## Sources et bibliographie
- Historique du 178e régiment d'artillerie de tranchée, Bordeaux, Impr. J. Delmas, 6, place Saint-Christoly, 1922, 31 p., lire en ligne sur Gallica.